# ویلیام جردن (بازیگر)
ویلیام جردن (به انگلیسی: William Jordan) (زاده ۱۳ اکتبر ۱۹۳۷) بازیگر آمریکایی است.
از فیلم‌های معروف او می‌توان به بازی در فیلم نمای پارالاکس، سردسته، گری لیدی غرق شد و مردی به نام اسب اشاره کرد.